# Magliaso
Magliaso is een gemeente en plaats in het Zwitserse kanton Ticino, en maakt deel uit van het district Lugano.
Magliaso telt 1387 inwoners.